# Eris flava
Eris flava là một loài nhện trong họ Salticidae.
Loài này thuộc chi Eris. Eris flava được Elizabeth Maria Gifford Peckham & George William Peckham miêu tả năm 1888.